# Rosa Cámara
Rosa Cámara es una deportista mexicana que compitió en atletismo adaptado. Ganó una medalla de oro en los Juegos Paralímpicos de Arnhem 1980 en la prueba de 4 × 60 m (clase 2-5).

## Palmarés internacional
| Juegos Paralímpicos | Juegos Paralímpicos   | Juegos Paralímpicos | Juegos Paralímpicos |
| Año                 | Lugar                 | Medalla             | Prueba              |
| ------------------- | --------------------- | ------------------- | ------------------- |
| 1980                | Arnhem (Países Bajos) | Medalla de oro      | 4 × 60 m 2-5        |